# LiqPay
LiqPay — открытый web-интерфейс, электронный кошелёк, который позволяет принимать платежи и переводить деньги с помощью мобильного телефона, Интернета и платёжных карт во всём мире.

## История
Система LiqPay была создана в 2008 году. Выступает альтернативой Webmoney и PayPal.

## Возможности LiqPay
Счёт LiqPay — это номер мобильного телефона в международном формате.
- Счет привязан к банковской карте ПриватБанка (что затрудняет действия до полного оформления карты в филиалах банка и ведет к лишним затратам при оформлении карты + клиент не может сохранить инкогнито перед сервисом).

Система LiqPay позволяет:
- создавать микроплатежи (платежи от 0,02 у.е.);
- создавать массовые платежи;
- принимать платежи на сайте;
- выводить средства на карты системы VISA или любую карту Приватбанка (VISA/MASTERCARD);
- создавать платформы API[4][5].

## Безопасность системы LiqPay
Безопасность реализуется технологией OTP, а также технологией 3D secure code. Операции подтверждаются динамическим одноразовым паролем, который высылается в SMS-сообщении.

### Сертификация
Надёжность сертифицирована:
- GoDaddy Secure Web Site;
- Verified by Visa;
- MasterCard SecureCode.

## LiqPay Mobile
Приложение LiqPay Mobile основано на Java-платформе, поддерживающей основное число мобильных устройств (мобильные телефоны, коммуникаторы и т. д.).